# Piotr Turbak
Piotr Turbak SJ (ur. 3 kwietnia 1890 w Dąbrowicy k. Tarnobrzega, zm. 4 października 1966 w Krakowie) – polski jezuita, tłumacz, profesor języka polskiego i łacińskiego, popularyzator teologii, duszpasterz w Polsce, Niemczech i Francji, autor i redaktor licznych modlitewników, dramatów szkolnych o tematyce religijno-historycznej, tłumaczeń i pism polemicznych.

## Życie i działalność
Piotr Turbak urodził się 3 kwietnia 1890 roku w Dąbrowicy koło Tarnobrzega jako syn Andrzeja i Agnieszki z d. Lis (córki Wojciecha i Marianny z d. Marek). Przełomem w jego życiu było wstąpienie do zakonu jezuitów 14 lipca 1906 roku w Starej Wsi koło Brzozowa, gdzie znajdowało się kolegium i dom nowicjacki prowincji galicyjskiej Towarzystwa Jezusowego. Dwuletni nowicjat w całości spędził w Starej Wsi, kontynuował tam też naukę w trakcie dwóch pierwszych lat gimnazjum, natomiast dalsze klasy gimnazjalne kończył w Zakładzie Naukowo-Wychowawczym Ojców Jezuitów w Chyrowie, gdzie ostatecznie zdał w roku 1912 egzamin gimnazjalny. W czasie I wojny światowej latach 1914–1918 był w Nowym Sączu, Bad Gräfenbergu (obecnie Jeseník), Czechowicach – Dziedzicach i Starej Wsi. Studiował w tym czasie filozofie i teologie z przerwą na kierownictwo teatru szkolnego w latach 1915–1916. Po wojnie 15 sierpnia 1920 roku przyjął święcenia kapłańskie. W latach 1915–1916, 1921–1925 i 1927–1935, pełnił funkcję prof. retoryki łacińskiej w tym kierownika teatru szkolnego w Chyrowie. W latach 1920–1921 i 1926–1927 był duszpasterzem (operiusz) w Poznaniu i Czechowicach. Studia nad sztuką dramatyczną, w czasie sprawowania funkcji opiekuna konwiktowej sceny, pojął razem z Aleksandrem Piątkiewiczem. W 1936 roku obowiązki o. P. Turbaka przejął o. Józef Prorok. W latach 1936–1939 obok posługi duszpasterskiej zajmował się redakcją czasopisma „Głosy Katolickie” publikowanego przez WAM, dla których pisał również artykuły własnego autorstwa.

### Okres II wojny światowej
W roku 1939 Towarzystwo Jezusowe było świadome zagrożenia ze strony III Rzeszy, dlatego jeszcze przed rozpoczęciem konfliktu podjęło tzw. akcję „moralnego dozbrajania Narodu”. Spotkało się to z niechęcią władz II RP, która za pomocą przekazów medialnych próbowała uspokajać protesty dyplomacji niemieckiej. We wrześniu 1939 r. w obliczu wojny wielu jezuitów ruszyło na pomoc ojczyźnie, służąc jak kapelani w Wojsku Polskim czy podnosząc na duchu walczące społeczeństwo płomiennymi kazaniami i tekstami o podłożu patriotycznym. W obliczu klęski Kampanii Wrześniowej i okupacji niemieckiej wielu duchownych zostało zamordowanych lub uwięzionych w ramach akcji Gestapo mających na celu pozbawić naród elity intelektualnej. W wyniku jednej z akcji Gestapo 10 listopada 1939 doszło do aresztowania 20 ojców, kleryków i braci z krakowskiego kolegium jezuickiego. Obok o. Piotra Turbaka wśród aresztowanych znaleźli się m.in. o. Wiktor Maćko, o. Józef Cyrka, o. Marian Józef Morawski, o. Kazimierz Dembowski, o. Tadeusz Kamiński i o. Adam Kozłowiecki. Piotr Turbak nie opuścił niewoli niemieckiej aż do końca II wojny światowej. Przez ten okres przebywał uwięziony początkowo w więzieniu na ul. Montelupich, potem w Wiśniczu i Oświęcimiu by ostatecznie zostać przetransportowanym do Dachau, gdzie przebywał aż do wyzwolenia przez wojska VII Armii amerykańskiej 29 kwietnia 1945 r.

### Okres powojenny
Po wyzwoleniu obozu w latach 1945–1946 w trosce o polskich emigrantów z tworzącej się Polskiej Rzeczypospolitej Ludowej i wyzwoleńców z niemieckich obozów koncentracyjnych pracował jako duszpasterz i rekolekcjonista w miejscowości Darmstadt, zajmował się też wydawaniem do końca 1946 r. tygodnika „Polska Chrystusowa”, który wyszedł w nakładzie 7 tys. egzemplarzy Podobny cel przyświecał mu też podczas pobytu w Couëron w latach 1946–1947. Ostatecznie powrócił do Polski w 1948 r., gdzie zajmował tworzeniem pism religijnych, dramatów teatralnych i modlitewników publikowanych przez Wydawnictwo Apostolstwa Modlitwy w Krakowie. Zmarł 4 października 1966 w Krakowie.

## Twórczość

### Charakterystyka twórczości

#### Dwa okresy w twórczości
Całość twórczości Piotra Turbaka można podzielić na dwa okresy. Pierwszy okres (przedwojenny) w latach 1928–1939 skupiał się na dramatach szkolnych do których miał wyjątkowy talent i pismach o charakterze narodowo-katolickim, jak i pracach o św. Andrzeju Boboli. Drugi okres (powojenny) natomiast przypadający na lata 1947–1966 miał zupełnie inne priorytety. Turbak odszedł od pism narodowo-religijnych, a skupił się na pisaniu modlitewników i innych pism religijnych z okazjonalnym wydawaniem dramatów teatralnych pomimo tego że szkoły jezuickie w PRL praktycznie przestały istnieć.

#### Nurty
Pisma religijne mają niemały udział w twórczości, są to głównie świetne modlitewniki takie jak: Pójdź za inną:Modlitewnik zakonny (1957), Pan z wami: Modlitewnik dla starszych (1957) czy jego opus magnum Pójdź za Mną: Modlitewnik zakonny (1957). Szczególne zainteresowanie skierował ku osobie św. Andrzeja Boboli o którym w roku jego kanonizacji (1938) napisał hagiografie: Święty Andrzej Bobola (1938), jak i podjął się spisania własnych kazań i przemów: Ku czci świętego Andrzeja Boboli Towarzystwa Jezusowego: kazania i przemowy (1938). Wybór św. A. Boboli nie był przypadkowy P. Turbak działał w regionie gdzie obok religii katolickiej wyznanie prawosławne i greckokatolickie były mocno zakorzenione, a co za tym idzie wpisywał się w tendencje tamtego okresu, gdzie istotną sprawą było krzewienie katolicyzmu wśród prawosławnych, a św. A. Bobola był tego swoistym symbolem. Ogromnym wyczynem była praca nad polskim przekładem Martyrologium:Martyrologium Rzymskie: oraz elogia świętych i błogosławionych z niektórych martyrologiów zakonnych spisane w końcowym etapie działalności pisarskiej.
Jego publikacje również dominowały dramaty religijno-historyczne związane z jezuickimi postrzeganiem teatru szkolnego jako źródła wychowawczego. Dramaty takie jak Agnes (1948) czy Zwycięstwo Prawdy (1932) i Triumf Krzyża (1930) były reprezentowane na deskach teatrów m.in. We Poznaniu, Elblągu czy Jarocinie.
Piotr Turbak nie ukrywał swojego przywiązania do narodu polskiego. Przed II wojną światową często zabierał głos w debacie publicznej z perspektywy narodowo-katolickiej z szeroką polemiką (słynął z zamiłowania do narodu polskiego) w pracach Front bezbożnictwa katolickiego (1936), Czym Żydzi biją nas? (1937), Program walki z Żydami (1937). Prace takie jak Tak mi dopomóż Bóg!: wskazania i modlitwy dla polskiego żołnierza (1939) czy Na front w obronie praw religii (1937) miały jasny przekaz patriotyczny i narodowy. Jego pisma o podłożu narodowym znalazły szczególne uznanie w rodzinach ziemiańskich z rejonów Kresów II RP.
Sam Piotr Turbak tak pisał o obowiązkach Polaka:
„Z religii katolickiej naród czerpał pociechę i siłę w dniach niewoli, ucisku, że nie zmogłyby nas ani nahajki moskiewskich sołdatów, ani lochy sybirskie, ani drakońskie prawa Bismarcka. Takie są już dzieje nasze! Religia katolicka stała się oblubienicą polskiego narodu. Z nią wzięliśmy dziejowy ślub w jedno ciało i w jednego ducha i w jedno życie”.

### Wybrane publikacje (chronologicznie)

#### Publikacje przedwojenne (1928–1939)
- Pójdźmy do Betlejem! Jasełka w 5 odsłonach, Kraków: Wydawnictwo Księży Jezuitów, 1928.
- Triumf krzyża: dramat religijny w 6 odsłonach, Chyrów: Wydawnictwo Chyrowskiego Koła Tow. im. P. Skargi, 1930.
- Zwycięstwo prawdy: dramat religijny w 6 odsłonach, Kraków: Wydawnictwo Księży Jezuitów, 1932.
- Złoty kwiat: baśń dramatyczna w 4 obrazach, [w:] Zbiór Utworów Dramatycznych dla Młodzieży, Kraków: Wydawnictwo Apostolstwa Modlitwy, 1936.
- Front bezbożnictwa komunistycznego, [w:] „Głosy Katolickie”, nr 432, Kraków: Wydawnictwo Księży Jezuitów, 1936[10].
- Żłóbek eucharystyczny, [w:] „Chwała i Dziękczynienie”, nr 1., Kraków: Wydawnictwo Apostolstwa Modlitwy, 1937.
- Nam trzeba społecznej miłości!, [w:] „Głosy Katolickie”, nr 435, Kraków: Wydawnictwo Apostolstwa Modlitwy, 1937.
- Zagadnienie pokoju wedle głębokich wskazań Piusa XI na 15-lecie jego rządów Kościołem, [w:] „Głosy Katolickie”, nr 436, Kraków: Wydawnictwo Apostolstwa Modlitwy, 1937.
- Czym Żydzi bija nas?, [w:] „Głosy Katolickie”, nr 440, Kraków: Wydawnictwo Apostolstwa Modlitwy, 1937.
- Program walki z Żydami, [w:] „Głosy Katolickie”, nr 441, Kraków: Wydawnictwo Apostolstwa Modlitwy, 1937.
- Na front w obronie praw religii, [w:] „Głosy Katolickie”, nr 442, Kraków: Wydawnictwo Apostolstwa Modlitwy, 1937.
- Biada światu dla zgorszenia!, [w:] „Głosy Katolickie”, nr 446, Kraków: Wydawnictwo Księży Jezuitów, 1937.
- Święty Andrzej Bobola, Kraków: Wydawnictwo Apostolstwa Modlitwy, 1938.
- Ku czci świętego Andrzeja Boboli Towarzystwa Jezusowego: kazania i przemowy, Kraków: Wydawnictwo Apostolstwa Modlitwy, 1938.
- Największy dar, [w:] „Chwała i Dziękczynienie”, nr 2, Kraków: Wydawnictwo Apostolstwa Modlitwy, 1938.
- Źródło pociechy, [w:] „Chwała i Dziękczynienie”, nr 4, Kraków: Wydawnictwo Apostolstwa Modlitwy, 1938.
- Drzewo żywota, [w:] „Chwała i Dziękczynienie”, nr 5, Kraków: Wydawnictwo Apostolstwa Modlitwy, 1938.
- Pamiątka Męki Chrystusa, [w:] „Chwała i Dziękczynienie”, nr 9, Kraków: Wydawnictwo Apostolstwa Modlitwy, 1938.
- Źródło łaski, [w:] „Chwała i Dziękczynienie”, nr 11, Kraków: Wydawnictwo Apostolstwa Modlitwy, 1938.
- Jak iść z Kościołem?, [w:] „Głosy Katolickie”, nr 452, Kraków: Wydawnictwo Apostolstwa Modlitwy, 1938.
- Żywotność Kościoła w świetle liczb, [w:] „Głosy Katolickie”, nr 458, Kraków: Wydawnictwo Księży Jezuitów, 1938.
- Katolicka pobożność, [w:] „Głosy Katolickie”, nr 455, Kraków: Wydawnictwo Apostolstwa Modlitwy, 1938.
- Tak mi dopomóż Bóg!: wskazania i modlitwy dla polskiego żołnierza, Kraków: Wydawnictwo Apostolstwa Modlitwy, 1939.

#### Publikacje powojenne (1947–1967)
- Pójdźmy do Betlejem: misterium Bożego Narodzenia, Kraków: Wydawnictwo Apostolstwa Modlitwy, 1947.
- Chryste króluj nam!: książka do nabożeństwa, Kraków: Wydawnictwo Apostolstwa Modlitwy, 1947.
- Agnes: dramat religijny, Kraków: Wydawnictwo Apostolstwa Modlitwy, 1948.
- W obecności Chrystusa eucharystycznego, Kraków: Wydawnictwo Apostolstwa Modlitwy, 1948.
- Święć się imię Twoje: podręcznik pobożności praktycznej dla wiernych, Kraków: Wydawnictwo Apostolstwa Modlitwy, 1952.
- Pójdź za Mną: modlitewnik zakonny, Kraków: Wydawnictwo Apostolstwa Modlitwy, 1957.
- Pójdź za inną: Modlitewnik zakonny, Kraków: Wydawnictwo Apostolstwa Modlitwy, 1957.
- Pan z wami: modlitewnik dla starszych, Kraków: Wydawnictwo Apostolstwa Modlitwy, 1957.
- Przed tak wielkim Sakramentem: adoracje Najśw. Sakramentu: rozważnia na Godzinę św., Kraków: Wydawnictwo Apostolstwa Modlitwy, 1957.
- Święć się Imię Twoje, Kraków: Wydawnictwo Apostolstwa Modlitwy, 1958.
- Martyrologium Rzymskie: oraz elogia świętych i błogosławionych z niektȯrych martyrolgiȯw zakonnych, Wydawnictwo Apostolstwa Modlitwy, 1967.